# Глинищевский переулок
Глини́щевский переу́лок (в XVIII веке — Алексе́евский переу́лок, в 1938—1993 годах — у́лица Немиро́вича-Да́нченко) — улица в Москве, в Тверском районе Центрального административного округа. Соединяет улицы Тверская и Большая Дмитровка. В переулке организовано одностороннее движение со стороны Тверской улицы.

## История
Переулок известен с XVII века, назван по урочищу Глинище, существовавшему на месте добычи глины с XIV века, когда эта местность находилась ещё за пределами Москвы.
В XVIII веке переулок некоторое время назывался Алексеевским по расположенному здесь православному храму в честь святителя Алексия митрополита Московского (взорвана в 1934 году). В 1938 году переулок был переименован в улицу Немировича-Данченко, в честь В. И. Немировича-Данченко, и носил это имя вплоть до 1993 года, когда ему было возвращено историческое название.

## Примечательные здания
По нечётной стороне
- № 5/7 — Дом актёров МХАТ, построен в 1938 году (архитекторы В. Н. Владимиров, Г. Луцкий, художник В. А. Фаворский, скульптор Г. И. Мотовилов)[2] и предназначался для артистов МХАТа. В этом доме в различное время проживали многие театральные деятели — В. И. Немирович-Данченко, О. Л. Книппер-Чехова, В. П. Марецкая, И. М. Туманов (мемориальная доска, 1987, скульптор Л. Е. Кербель, архитектор С. П. Хаджибаронов)[3], Т. Ф. Янко[4], М.И. Прудкин, В. О. Топорков[5], М. М. Штраух[6], А.К. Тарасова, М. М. Тарханов[7], И. М. Москвин, О. Н. Абдулов, А. Л. Кайдановский и другие, 11 из которых отмечены мемориальными досками. В 1970-х годах у Всеволода Абдулова здесь бывал В. С. Высоцкий. В квартире № 52 расположен мемориальный музей-квартира В. И. Немировича-Данченко. Здание является объектом культурного наследия федерального значения.

По чётной стороне:
- № 6 — Дом (конец XVIII века, архитектор М. Ф. Казаков), объект культурного наследия федерального значения. Как изображено на плане 1756 года, в глубине участка находились деревянные хоромы, принадлежавшие полковнику Ивану Телепневу. Затем в XVIII в. здесь было владение князей Черкасских, к 1778 г. перешедшее к президенту Вотчинной коллегии М. В. Дмитриеву-Мамонову. Усадебная постройка 1780-х годов, перестройки начала XIX в. В первой половине XIX века здание принадлежит купцу 2 гильдии Николаю Оберу. Его жена Мари Роз Обер-Шальме имела на первом этаже дома модный магазин женского платья. После окончания войны 1812 года их сын, Лаврентий Обер, сдавал дом под гостиницу, называвшуюся сначала «Север», затем «Англия». В ней неоднократно в 1828—1832 годах останавливался А. С. Пушкин. Тут он написал «Кавказ», «Монастырь на Казбеке», «К бюсту завоевателя», «Дорожные жалобы» и др. В этом доме 29 марта 1829 г. он встречался с польским поэтом Адамом Мицкевичем, о чём свидетельствует мемориальная доска (скульптор М. И. Мильбергер). Ещё недавно это здание было несимметрично — левая его часть сгорела, и её разобрали в начале 1920-х годов. Реставраторы вернули дому первоначальный облик, а интерьеры бывших жилых квартир переделали для Комитета советских женщин, который теперь называется «Союз женщин России».
- № 8 — Доходный дом купца В. В. Пегова (1870-е гг., 1885 г.; в основе главный дом и флигель усадьбы Н. И. Ширяевой, 1836 г.). В этом доме жил и работал художник М. М. Черемных. Выявленный объект культурного наследия.
- № 10 — Доходный дом А. В. Борисовского (1859), выявленный объект культурного наследия.